# Gustav Ernesaks
Cet article concerne un compositeur et chef de chœur estonien. Pour l'haltérophile estoniene, voir Gustav Ernesaks (haltérophilie).
Gustav Ernesaks, né le 12 décembre 1908 à Perila, dans le comté de Harju, et mort le 24 janvier 1993 à Tallinn en Estonie, est un compositeur et chef de chœur estonien,,,.

## Biographie
Sa popularité commence lors de la période pré-soviétique, dans l'Estonie indépendante, avec uns chanson humoristique, parlant d'un homme qui rentre chez lui fumant une pipe Let's Go Home, Men !, popularisée par les chœurs nationaux. Durant l'occupation de l'Estonie, pendant la Seconde Guerre mondiale, Ernesaks reste en Union soviétique, travaillant comme chef d'orchestre. Il est l'une des grandes figures du Festival estonien de la Chanson. Après la guerre, il rentre en Estonie et, il s'illustre comme chef d'orchestre du festival national de la Chanson de 1947. Il écrit le hymne de l'Estonie soviétique et de nombreuses chansons en honneur du régime stalinien. 
En 1949, trois des quatre chefs d'orchestre du festival de la musique de 1947 seront arrêtés et déportés. Le seul survivant, Gustav Ernesaks sera nommé le chef d'orchestre principal du festival national de la musique de 1950. Il a prend à ce moment l'initiative d'inclure au programme du festival quelques chansons des compositeurs non soviétiques, notamment Most Beautiful Songs de Friedrich Saehelmann et de Miina Härma I Dedicate It All to My Beloved.
Il a joué un rôle majeur dans la Révolution chantante, qui a mené à l'indépendance de l'Estonie à la fin des années 1980.
L'une de ses chansons, basée sur le poème de Lydia Koidula Mu isamaa on minu arm [Ma Patrie est mon amour], devient un hymne national non officiel pendant l'occupation soviétique ; ironiquement, il est également l'un des auteurs de l'hymne de la République socialiste soviétique d'Estonie utilisé de 1945 à 1990.
Une statue à son effigie est érigée en 2004 sur l'emplacement où se déroule le Festival estonien de la Chanson.
Gustav Ernesaks est inhumé au cimetière boisé de Tallinn.

## Récompenses et décorations

### Union soviétique
- Héros du travail socialiste (1974)
- Artiste du peuple de l'URSS (1956)
- Prix Staline;
  - 2e classe (1947)
  - 3e classe (1951) – pour l'opéra Tormide rand (Le rivage des tempêtes, 1949)
- Prix Lénine (1970)
- Ordre de Lénine, trois fois, en 1974, 1951 et 1967
- Ordre de la révolution d'Octobre (1978)
- Ordre du Drapeau rouge du Travail (1946)
- Ordre de l'Insigne d'honneur, deux fois, en 1965 et 1988

### Estonie
- Ordre de la Croix rouge estonienne (et), 5e classe (1938)
- Artiste émérite de la RSS d'Estonie (et) (1942)
- Artiste du peuple de la RSS d'Estonie (1947)
- Prix Staline (1947)
- Prix d'État de la RSS d'Estonie, six fois, en 1947, 1948, 1949, 1950, 1959 et 1965